# Кумаси
Кумаси (енгл. Kumasi, раније Coomassie) је главни град региона Ашанти и други највећи град Гане. Године 2005. имао је 1.468.797 становника. У ширем подручју града живи 2,5 милиона људи. 
Град се налази 250 km северозападно од Акре и 27 km северозападно од језера Босумтви, јединог природног језера Гане. Гвинејски залив је удаљен 160 km на југ. У југозападном предграђу се налази Универзитет науке и технике Кваме Нкрума. 
Кумаси је у Гани познат као „град башта“. То је историјски центар народа Ашанти. Постао је њихова престоница 1695. 

## Становништво
| Година       |
| Становништво |
| ------------ |

## Партнерски градови
- Абиџан
- Treichville
- Атланта
- Алмере
- Шарлот
- Киченер
- Њуарк
- City of Tshwane Metropolitan Municipality
- Винстон-Сејлем
- Коламбус